# Cratere Longa
Longa  è un cratere sulla superficie di Marte.